# Aristolochia fordiana
Aristolochia fordiana là một loài thực vật có hoa trong họ Aristolochiaceae. Loài này được Hemsl. mô tả khoa học đầu tiên năm 1885.